# Campionati del mondo di ciclismo su pista 2017 - Americana femminile
La gara di madison femminile ai Campionati del mondo di ciclismo su pista 2017 si è svolta il 15 aprile 2017.

## Risultati
| Posizione | Nome                                       | Nazione       | Punti | Giri persi |
| --------- | ------------------------------------------ | ------------- | ----- | ---------- |
| 1         | Lotte Kopecky Jolien D'Hoore               | Belgio        | 44    |            |
| 2         | Elinor Barker Emily Nelson                 | Regno Unito   | 34    |            |
| 3         | Amy Cure Alexandra Manly                   | Australia     | 25    |            |
| 4         | Maria Giulia Confalonieri Rachele Barbieri | Italia        | 15    |            |
| 5         | Racquel Sheath Michaela Drummond           | Nuova Zelanda | 14    |            |
| 6         | Coralie Demay Laurie Berthon               | Francia       | 5     |            |
| 7         | Lizbeth Salazar Sofía Arreola              | Messico       | 5     |            |
| 8         | Kimberly Zubris Kimberly Geist             | Stati Uniti   | 1     |            |
| 9         | Mariia Averina Diana Klimova               | Russia        | 0     |            |
| 10        | Lydia Gurley Lydia Boylan                  | Irlanda       | 0     |            |
| 11        | Meng Zhaojuan Pang Yao                     | Hong Kong     | −20   | −1         |
| —         | Anna Nahirna Oksana Kliachina              | Ucraina       | DNF   | DNF        |
| —         | Jarmila Machačová Lucie Hochmann           | Rep. Ceca     | DNF   | DNF        |
| —         | Katsiaryna Piatrouskaya Polina Pivovarova  | Bielorussia   | DNF   | DNF        |
| —         | Daria Pikulik Nikol Plosaj                 | Polonia       | DNF   | DNF        |
| —         | Laura Brown Stephanie Roorda               | Canada        | DNS   | DNS        |